# Infinite Dreams
Infinite Dreams (ang. nieskończone sny) – 19. singel brytyjskiej heavymetalowej grupy Iron Maiden.
Tytułowy utwór opowiada o osobie mającej w snach wizje dotyczące mistyki (m.in. życia po śmierci). Jest ona przerażona i nie wie, czy kiedykolwiek obudzi się z owych marzeń. Kompozycja zaczyna się solo gitarowym, do którego później dołącza wokal Bruce’a Dickinsona oraz innych członków Iron Maiden (w charakterze podkładu wokalnego).
„Infinite Dreams” pierwotnie zamieszczony był na albumie Seventh Son of a Seventh Son. Poza Maiden England znalazł się jeszcze na albumie koncertowym BBC Archives oraz kompilacji Edward the Great.
Pozostałe ścieżki singla stanowią dość unikatowy zbiór – po raz pierwszy na oficjalnym wydawnictwie Iron Maiden pojawiły się nagranie „Killers” w wykonaniu Bruce’a Dickinsona (w oryginale śpiewał Paul Di’Anno) oraz wersja koncertowa „Still Life”.
Wszystkie nagrania pochodzą z koncertów w Birmingham 27 i 28 listopada 1988.

## Lista utworów
| 1 . | "Infinite Dreams" [live] (Steve Harris)                  | 6:02  |
|     |                                                          |       |
| 2 . | "Killers" [live] (Paul Di’Anno, Steve Harris)            | 5:01  |
|     |                                                          |       |
| 3 . | "Still Life" [live] (Dave Murray, Steve Harris)          | 4:38  |
|     | ścieżka 3. nie została zamieszczona na płycie obrazkowej |       |
|     |                                                          | 15:41 |
|     |                                                          |       |

## Twórcy
- Bruce Dickinson – śpiew
- Dave Murray – gitara
- Adrian Smith – gitara, podkład wokalny
- Steve Harris – gitara basowa, podkład wokalny
- Nicko McBrain – perkusja